# 涙くんさよなら
「涙くんさよなら」（なみだくんさよなら）は、浜口庫之助が作詞・作曲した日本の歌。レコード初発売は1965年。この曲を題材に1966年に西村昭五郎監督、ジュディ・オング主演で映画化された。

## 概要
1965年5月15日に、坂本九のシングル曲として発売。坂本九版の発売当初はさほどヒットしなかったが、同年9月にジョニー・ティロットソンがシングル曲として英語と日本語でカバーして大ヒットした（英題は「Goodbye Mr. Tears」）。
同年12月に和田弘とマヒナスターズが、1966年4月にジャニーズ（曲名は「涙くんさようなら」）がそれぞれシングル曲として発表して競作となり、グループ・サウンズ全盛期の名曲として知られるようになった。
なお、坂本九盤の売上は1968年時点で15万枚。
以降、今日まで半世紀以上、時代によって曲調も変え、男女問わず多くの歌手によってカバー
され、歌い継がれている。
1990年代には長期ドラマシリーズとなった『天までとどけ』の主題歌として知られた。

## 収録曲

### 坂本九盤（東芝レコード TP-1080）
1. 涙くんさよなら
  - 作詞・作曲：浜口庫之助 / 編曲：橋本光雄[8]
2. 真ん中とはじっこ
  - 作詞：谷川俊太郎 / 作曲：芥川也寸志 / 編曲：いずみたく

### ジョニー・ティロットソン盤（MGM DM-1042）
1. 涙くんさよなら (Goodbye Mr. Tears) （英語）
  - 作詞・作曲：浜口庫之助 / 訳詞：ジョニー・ティロットソン / 編曲：林一
2. 涙くんさよなら（日本語）
  - 作詞・作曲：浜口庫之助 / 編曲：林一

### 和田弘とマヒナスターズ盤（ビクター SV-322）
1. 涙くんさようなら
  - 作詞・作曲：浜口庫之助 / 編曲：寺岡真三
2. リンデンバウムの歌
  - 作詞：岩谷時子 / 作曲：山本直純 / 編曲：寺岡真三

### ジャニーズ盤（ビクター SV-375）
1. 泣いていたジェニー
  - 作詞・作曲：浜口庫之助 / 編曲：寺岡真三
2. 涙くんさようなら
  - 作詞・作曲：浜口庫之助 / 編曲：寺岡真三

## カバーした歌手
- 太田幸雄とハミングバーズ - 1968年発売のアルバム『サウンド・ヴィラ・エイト・エイト』に収録。
- ジミー・オズモンド - 1972年2月10日にシングルで発売。同年発売のLP『Little Jimmy ジミーのちっちゃなコンサート』にも収録。英題は「Good-bye Mr. Tears」。
- 伊丹幸雄 - 1972年発売のアルバム『サチオアイドルを唄う』に収録。
- 天地真理 - 1972年発売のアルバム『虹をわたって』に収録。
- 栗田ひろみ - 1973年発売のアルバム『太陽と海とオレンジ』に収録。
- 渡辺秀吉 - アルバム『ぼくはもう一度恋をする』（1974年）収録
- 浜口啓子 - はまぐち けいこ。1980年発売のシングル『涙くんさよなら　c/w　恋は夏の海』（キングレコード）にてカバー。両曲の作曲者：浜口庫之介は、啓子の祖父。 浜口啓子は協栄ボクシングジムの子会社「協栄プロモーション」に所属し、たのきんトリオ主演の連続ドラマ『ただいま放課後』にも出演していたが、歌番組への出演は無く、この一曲をリリースしたのみで芸能界を引退した。(※浜口啓子は広島県呉市出身。阿賀中学校在学中に『君こそスターだ！』に出場して合格し上京する。高校に進学したのかは不明だが、デビューした1980年の春からは高校2年生になる(河合奈保子、今井美樹、レベッカNOKKO等と同い年)年齢である。デビュー当時、浜口庫之助氏の孫娘という売り込みはしていない。テレビ出演は、『紅白歌のベストテン』で『涙くんさよなら』を歌っている。浜口庫之助の初婚は1950年(妻とは1963年に死別)であることから、浜口啓子が孫娘という情報が正しければ、初婚以前の婚外子から派生した孫娘に当たることになる。これについて加筆、訂正を求めます。)
- 三田寛子 - 1986年発売のアルバム『少年たちのように』に収録。
- 浜口庫之助 - 1967年発売のアルバム『歌えば天国』でセルフカバー。
- ダ・カーポ - 1991年発売のアルバム『ダ・カーポ Folk Song ファンタジー 青春のおくりもの』に収録。
- 川越美和 - 1991年にシングルで発売。TBS系愛の劇場「天までとどけ」シリーズ（1・4〜6）の主題歌として長年使用。1995年にリアレンジ版の「天までとどけ'95」を制作・発売し、1996年、1997年に再発売。その他にも本人が1991年にイメージキャラクターを務めたヤマハ・ジョグのラジオCM曲()としても使用された。
- 山野さと子 - 1991年発売のアルバム『浜口庫之助子どもの歌アルバム うたうゆうえんち〜バラが咲いた』に収録。
- JAJAJAH ALL STARS - 1993年発売のアルバム『Sings Japanese Songs Vol.II』に収録。英題はジョニー・ティロットソン盤と同じく「Goodbye Mr. Tears」。
- Emu - TBS系愛の劇場「天までとどけ3」の主題歌として1994年にシングルで発売。
- ヒッパレオールスターズ - 1994年発売のアルバム『OPENING＊ヒッパレ1965』に収録。
- BORO - 1997年発売のアルバム『なんぼ Nanbo-Life, Love & Faith』に収録。
- THE ALFEE - 1997年発売の坂本九トリビュート・アルバム『坂本九 Tribute Album』に収録。THE ALFEEのアルバムとしては2009年発売のベスト・アルバム『THE ALFEE SINGLE HISTORY VOL.V 1996-2001』に収録。
- 未来万紀 - 1997年発売のシングル「天使の誘惑」に収録。
- 安達祐実 - TBS系愛の劇場「天までとどけ」シリーズ（7・8）の主題歌として1998年にシングルで発売。
- ROCKING TIME - 1998年発売のアルバム『ロックステディ』に収録。2002年再発売。
- トワ・エ・モワ - 1999年発売のアルバム『メモリアル』に収録。
- Blue-Eye-Land（島谷ひとみ） - 愛の劇場「新・天までとどけ」主題歌として2000年にシングルで発売（後述）。
- グッチ裕三とグッチーズ - 2001年発売のアルバム『ハッチポッチステーション〜WHAT'S ENTERTAINMENT?』に収録。
- RENE PAULO - 2002年発売のアルバム『浜辺の歌』に収録。
- ビリー・バンバン - 2002年発売のミニアルバム『Dear…』に収録。
- Quinka, with a Yawn - 2003年発売のミニアルバム『火曜日のボート』に収録。
- まゆのり - 2004年発売の企画アルバム『ワイワイキッズ♪最新ベストソング おたのしみ』に収録。
- 国仲涼子 - 2004年発売のアルバム『ふるさと』に収録。
- 舞坂ゆき子 - 2004年発売のmaman et ses fillesのアルバム『心の瞳』に収録。
- TOKIO - 2004年発売のカバーアルバム『TOK10』に収録。
- 斉藤功 - 2006年発売のアルバム『ギターで奏でる日本のうた 別れ、そして涙編 2』に収録。
- まきのめぐみ - 2007年発売のシングル「東京 〜あなたと過ごした青春〜」に収録。
- 太田友紀 - 2008年発売のアルバム『陽だまりのブルース』に収録。
- クノシンジ - 2008年発売のシングル「ヒカルミライ」に収録。
- はいだしょうこ - 2008年発売のミニアルバム『しょうこのMy Favorite Songs』に収録。
- 工藤慎太郎 - 2009年発売のシングル「2つで1つ」に八代亜紀とのコラボレーションで収録。
- 五木ひろし - 2009年発売のカバーアルバム『ハマクラを歌う 〜浜口庫之助作品集〜』に収録。
- 慶應義塾ワグネル・ソサィエティー男声合唱団 - 2010年発売の企画アルバム『みんなで歌おう 合唱ベスト』に収録。
- 両さん（香取慎吾）withトンチンカン - 2011年発売のアルバム『こち亀2011 両さんソングブック』に収録。
- 涼風真世 - 2016年発売のアルバム『Fairy』に収録。
- 鈴木雅之 - 2017年発売のアルバム『DISCOVER JAPAN III 〜the voice with manners〜』に収録。
- 山田姉妹 - 2018年発売のカバーアルバム『ふたつでひとつ 〜心を繋ぐ、歌を継ぐ』に収録。
- 黒沢明とロス・プリモス
- フランク永井
- 本田まさゆき
- 桑田佳祐 - 2017年12月31日放送の『第68回NHK紅白歌合戦』内の企画「ひよっこ 紅白特別編」にて浜口庫之助役で出演し、披露した。また2019年発売のライブビデオ『平成三十年度! 第三回ひとり紅白歌合戦』でもカバーしている。

## Blue-Eye-Landによるカバーシングル
Blue-Eye-Land（島谷ひとみの別名）がシングルとして発表したカバーバージョン。2000年1月19日にavex traxが発売した。

### 解説
- 島谷ひとみ名義も含めると、「大阪の女」以来、半年振りとなる。
- TBS系昼ドラマ 愛の劇場『新・天までとどけ（パート1）』の主題歌。
  - 「涙くんさよなら」は前シリーズから川越美和（パート1・2・4-6）、Emu（3）、安達祐実（7・8）と歌い継がれてきたが、当楽曲はそれまでとは打って変わり、クラブダンス系のポップなアレンジとなっている。
  - 「涙くんさよなら」は次シリーズから使われなくなった。
- 当時の島谷はまだ「演歌歌手」として活動していたため、このダンサブル・リアレンジをリリースするにあたり別名を用いた[9]。
- このシングルは程なく廃盤となり入手困難となっていたが、2013年にリリースされた島谷のベスト・アルバム『15th Anniversary SUPER BEST』初回限定盤に収録された。

### 収録曲
1. 涙くんさよなら
作詞・作曲：浜口庫之助 / 編曲：羽毛田丈史
TBS系ドラマ 愛の劇場『新・天までとどけ』主題歌
2. 手のひら
作詞：青柳美奈子 / 作曲：池田智宣 / 編曲：神津裕之
3. 涙くんさよなら（オリジナル・カラオケ）
4. 手のひら（オリジナル・カラオケ）

## 映画
本曲を題材にした映画は1966年7月30日に日活系で公開。日活スコープ、日活カラー、82分。
アメリカ人の父と日本人の母を持つ混血児ジュリーが、父が亡くなったをきっかけに、喋れない振りをして実母を探そうとするストーリー。湯川れい子やザ・スパイダース、そして本曲を歌ったジョニー・ティロットソンが、いずれも本人の役で助演する。

### スタッフ
- 企画：笹井英男
- 脚本：倉本聰、明田貢
- 監督：西村昭五郎
- 撮影：姫田真佐久
- 音楽：浜口庫之助、林一
- 美術：横尾嘉良
- 録音：沼倉範夫
- スチル：寺本正一
- 編集：辻井正則

### 出演者
- ジュリー・クリプトン：ジュディ・オング
- 健：山内賢
- ジョニー・ティロットソン：ジョニー・ティロットソン
- ザ・スパイダース：ザ・スパイダース
- 雅子：太田雅子
- 咲坂夫人：細川ちか子
- 田辺菜子：伊藤弘子
- 浩治：和田浩治
- 猪又：伊藤寿章
- 行夫：木下雅弘
- 信一：杉山元
- 「山岡」の女将：岡村文子
- 御前：本郷淳
- 深井：武藤章生
- 高岩：柳瀬志郎
- たま：三崎千恵子
- 猪又社長夫人：新井麗子
- 山辺：長弘
- 大木：鴨田喜由
- 白バイの警官：衣笠真寿男
- ガソリンスタンド店員：榎木兵衛
- 婦人文化連盟メンバー：雨宮節子、谷川玲子、須田喜久代
- 中田夫人：原恵子
- ダンプの運転手：黒田剛
- 社員：高橋明
- ダンプの運転手：晴海勇三
- 田上：平塚仁郎
- ガソリンスタンド店員：桂小かん
- スタッフ：石火矢哲郎
- 料亭の女中：渡辺節子
- コマーシャルの女：大谷木洋子
- 井上：糸賀靖雄
- 御前：本郷淳
- 島良彦：波多野憲
- 湯川れい子：湯川れい子（特別出演）
- 以下ノンクレジット
- 飛行機の乗客・婦人文化連盟メンバー：深町真樹子
- TV局職員：新津邦夫、北出桂子
- スチュワーデス：橘田良江
- 婦人文化連盟のメンバー：鈴木俊子、高田栄子、三船好重、佐川明子、早川由記、高山千草
- 鈴木アナウンサー：小柴隆
- TV局職員：三浜元、露木譲、本間節子
- 婦人文化連盟会長：相馬幸子
- 名古屋城の見えるレストランの親子客：三樹高雄、瞳美沙
- 記者：池沢竜
- 見送り客：二階堂郁夫、森みどり、宮沢尚子
- 帰国便のスチュワーデス：緒方葉子

### 挿入歌
- 涙くんさよなら（ジョニー・ティロットソン）
- 涙くんさよなら（ヤング＆フレッシュによるインスト版）
- 涙くんさよなら（ヤング＆フレッシュ）
- バラが咲いた（ジョニー・ティロットソン）
- 夕陽が泣いている（ザ・スパイダース）
- 唖のジュリー（ザ・スパイダース）
- 唖のジュリー（ヤング＆フレッシュによるインスト版）
- フリフリ（ザ・スパイダース）
- 歌を忘れたカナリヤ（ヤング＆フレッシュ）

### ロケ地
- 東京都台東区柳橋界隈、ヤング＆フレッシュが演奏しているのは料亭裏の隅田川に浮かんでいる船の上。
- 料亭「亀清楼」、劇中では「山岡」。現在はマンションになっているが、１階部分に店舗は残っている。

### 同時上映
『私、違っているかしら』
- 原作：森村桂 / 脚本：倉本聰、長広明 / 監督：松尾昭典 / 主演：吉永小百合

### 映像ソフト
- 2003年2月21日に「パイオニアLDC」からDVDが発売された。